# 고령 신씨
고령 신씨(高靈申氏)는 경상북도 고령군을 본관으로 하는 한국의 성씨이다.

## 역사
고령 신씨(高靈 申氏)의 시조 신성용(申成用)은 고려 고종 때 호장(戶長)을 지냈고, 검교군기감(檢校軍器監)을 역임하였다. 호장(戶長)은 고려 시대에 지방 호족에게 주어지던 관직이었으므로, 그는 고령 지방에 근거지를 둔 대가야의 왕족 출신일 것이라고 고령신씨 대종회 측에선 추측하고 있다.
5세손 신덕린(申德隣)이 고려 충목왕 때 문과에 급제하여 예조·공조의 판서를 역임하였다. 하지만 고려의 국운이 기울자 공조참의를 역임한 아들 신포시(申包翅)와 함께 전라도 광주(光州)의 서석산에 은거하며 불사이군의 충절을 지켰다.
신포시의 장남 신장(申檣)은 대제학, 차남 신평(申枰)은 사간원정언(司諫院正言), 삼남 신제(申梯)는 사헌부 감찰을 지냈다. 신장(申檣)의 아들 신맹주(申孟舟), 신중주(申仲舟), 신숙주(申叔舟), 신송주(申松舟), 신말주(申末舟) 5형제도 모두 과거에 급제하였고, 신숙주가 세조 때 영의정에 올랐다.

## 본관
고령은 경북에 위치하는 지명으로 본래 옛 대가야국의 중심지인데 757년(신라 경덕왕)에 고양군이 되었고, 그 후 조선 태종때 고양군의 고와 영천현의 영을 따서 고령현이라 하였으며, 1895년에 고령군이 되었다.

## 분파
신포시의 아들인 7세손에서 암헌공파(巖軒公派)·정은공파(靜隱公派)·감찰공파(監察公派)의 3파로 갈라졌다.
- 7세 신장(申檣) → 암헌공파(巖獻公派)
  - 8세 신맹주 - 서윤공파(庶尹公派)
  - 8세 신중주 - 순창공파(淳昌公派)
  - 8세 신숙주 - 문충공파(文忠公派)
  - 8세 신송주 - 안동공파(安東公派)
  - 8세 신말주 - 귀래정공파(歸來亭公派)
- 7세 신평(申枰) → 정은공파(靜隱公派)
  - 8세 신맹정 - 정재공파(靖齎公派)
  - 8세 신중정 - 죽재공파(竹齋公派)
  - 8세 신숙정 - 성오재공파(省悟齋公派)
- 7세 신제(申梯) → 감찰공파(監察公派)
  - 8세 신자교 - 사성공파(司成公派)
  - 8세 신자강 - 부사공파(府使公派)
  - 8세 신자동 - 사정공파(司正公派)
  - 8세 신자정 - 사직공파(司直公派)
- 3세 신인기(申仁杞) → 시중공파(侍中公派)

## 항렬자
| 19세     | 20세     | 21세     | 22세     | 23세              | 24세     | 25세     | 26세     | 27세     | 28세   | 29세     | 30세   | 31세     | 32세   | 33세     | 34세   | 35세     | 36세   | 37세     |
| -------- | -------- | -------- | -------- | ----------------- | -------- | -------- | -------- | -------- | ------ | -------- | ------ | -------- | ------ | -------- | ------ | -------- | ------ | -------- |
| 口권(權) | 口록(綠) | 口모(模) | 口구(求) | 口휴(休) 口빈(彬) | 口우(雨) | 口식(植) | 口호(浩) | 口수(秀) | 희(熙) | 口규(圭) | 종(鍾) | 口영(永) | 상(相) | 口섭(燮) | 재(在) | 口용(鎔) | 태(泰) | 口근(根) |

## 조선 왕실과의 인척 관계
- 의창군(세종의 서자) 사위 신종호
- 숙경옹주(태종의 서녀) 사위 신종흡
- 혜숙옹주(성종의 서녀) 부마 신항

## 집성촌
- 충청북도 청주시 상당구 가덕면 청용리, 행정리, 인차리
- 경기도 평택시 청북면 고잔리
- 경기도 과천시 과천동
- 전라남도 순천시 낙안면 창녕리
- 전라남도 여수시 쌍봉면 해산리
- 전라남도 여수시 화정면 적금리
- 전라남도 고흥군 도덕면 가야리
- 전라남도 고흥군 점암면 대룡리, 남양면 망주리
- 전라남도 고흥군 동강면 마륜리
- 경상북도 고령군 운수면 운산리
- 충청남도 공주시 이인면 초봉리

## 인구
- 2000년 116,966명
- 2015년 129,718명